# Трећа девојка
Трећа девојка је детективски роман Агате Кристи први пут објављен у Великој Британији од стране издавачке куће "Collins Crime Club" у новембру 1966. године а у САД-у од стране издавачке куће "Dodd, Mead and Company" следеће године. Британско издање се продавало по цени од осамнаест шилинга, а америчко издање по цени од 4,5 долара.
У роману се појављују белгијски детектив Херкул Поаро и епизодни лик Аријадна Оливер. Роман је познат по томе што је први у много година у којем је Поаро присутан од почетка до краја. Уобичајено је да истрага укључује откривање првог злочина, који се дешава местимично касно у роману.

## Радња
Норма Рестарик тражи помоћ од Поароа јер верује да је можда починила убиство. Кад га је лично видела, она бежи говорећи му да је престар. Он наставља рад на случају откривајући да је Аријадна Оливер послала Норму. Он верује да је убиство изазвало Нормине страхове. Поаро и госпођа Оливер прикупљају податке, посећујући родитељску кућу и стамбену зграду у којој живи. Норма се не враћа кући након посете оцу и маћехи за викенд. Госпођа Оливер ју је случајно затекла у кафићу са дечком Дејвидом. Поаро срећ Норму у кафићу где поново помиње смрт. Када је она описала чудна времена о којима не може да се сети шта се догодило, поново одлази у страху. Госпођа Оливер прати Дејвида, а онда је завршила у болници јер је добила ударац у главу по изласку из уметничког атељеа. Поаро организује да др. Стилингфлит прати Норму.
Нормин отац Ендру напустио је њу и њену мајку Грејс када је Норма имала око 5 година. Ендру је побегао са љубавницом са којом је убрзо окончао везу. Путовао је Африком у финансијски успешним подухватима. Норма је живела са мајком све до Грејсине смрти две и по године раније. Ендру се вратио у Енглеску након што му је брат Сајмон умро годину дана раније да би радио у породичном предузећу стигавши са новом младом женом. Норма не може да препозна ништа познато у овом човеку, али га прихвата. Норма је трећа девојка у стану који дели са још две девојке због лакшег плаћања кирије. Главни закупац је тајница њеног новооткривеног оца, а друга девојка је Френсис која често путује у уметнички атеље која је запошљава.
Госпођа Оливер сазнаје да је једна жена у стамбеној згради недавно умрла павши с прозора. Пролази недељу дана пре него што каже Поароу, који осећа да то Норми смета. Жена је била Луиз Шарпентије. Норма каже да је њен отац побегао са Луиз Бирел. Касније, госпођа Оливер проналази комад папира који повезује Луиз Шарпентије са Ендруом. Мери Рестарик је позлило због тровања храни. Сер Родерик ангажује Поароа да пронађе списе који недостају из његових досијеа што доводи младу Соњу под сумњу.
Норму је др. Стилингфлит намамио огласом у новинама да се састане са Дејвидом и поново је дрогирана. Френсис убија Дејвида и намешта да изгледа као да је то урадила Норма, али крв на ножу је била скорела кад га је Норма узела у руке. Са полицијом и породицом окупљеним у стану, Поаро објашњава да је Ендру у ствари умро у Африци. Роберт Орвел се представљао као Нормин отац како би стекао богатство породице. Дао је Дејвиду да слика портрете њега и његове покојне супруге у стилу сликара популарног 20 година раније у склопу варке. Најокрутније је било што су он и његова супруга давали Норми разне лекове који су јој изазивали привиђања и промене расположења како би је прогласили неурачунљивом. Такође, супруга се отровала надајући се да ће и то приписати Норми. Луиз је писала Ендру кад је сазнала да се вратио у Енглеску, али ју је Френсис убила, јер су знали да је Луиз заправо била једина особа која је правог Ендруа добро познавала и да би одмах увидела превару. То је убиство за које се Норма бојала да га је починила. Жена која се представљала као њена маћеха била је Френсис која је користила плаву перику како би покрила своју тамну косу приликом промене улога. Поаро је извукао перику из њене торбице како би то нагласио.Нормин пријатељ Дејвид није додуше учествовао у намери Френсис и "лажног" Ендруа да оклеветају  Норму, али је пред своју смрт то ипак схватио али није све пријавио полицији већ је почео уцењивати Френсис и Ендруа, због чега је убрзо убијен. Убиство њих двоје који су могли да открију преваранте био је само један од њених злочина. Соња је ослобођена сумње када је открилада су папири сер Родерика изгубљени, а њих двоје ће се венчати. Поаро је изабрао др. Стилингфлита да му помогне око Норме у нади да ће се њих двоје венчати, а они ће то и учинити.

## Ликови
- Херкул Поаро: познати белгијски детектив
- Аријадна Оливер: Поароова пријатељица, прослављена списатељица детективских прича
- Госпођица Фелисити Лемон: Поарова тајница
- Џорџ: Поаров собар
- Главни инспектор Нил: Поароов полицијски извор и истражитељ другог убиства
- Наредник Коноли: полицајац у случају
- Др. Џон Стилингфлит: лекар и психијатар
- Господин Гоби: човек који води мрежу људи који прикупљају податке за Поароа
- Дејвид Бејкер: Нормин дугокоси дечко, уметник са полицијским досијеом; "Паун"; убила га Френсис
- Грејс Болдвин Рестарик: Нормина мајка која је умрла пре две и по године
- Госпођица батерсби: бивша директорка школе "Медоуфилд" која је потврдила да је Норма умно стабилна
- Роберт Орвел: човек који је упознао Ендруа Рестарика на једном раду у Африци, а касније се представљао као он

Станари у кући сер Родерика у Дугом Бејзингу:
- Сер Родерик Хорсфилд: старији човек од 65 година, некада активан у обавештајној служби током Другог светског рата пишући своја сећања, ујак Сајмона (умро годину дана раније) и Ендруа Рестарика
- Соња: лична помоћница сер Родерика, млада жена из Херцеговине коју је видео господин Гоби како оставља књигу за човека из тог посланства
- Ендру Рестарик: Нормин отац који није виђен од њене 5 године, а очигледно се вратио пре годину дана.
- Мери Рестарик: Ендруова млада плавокоса друга супруга и, према томе, Нормина маћеха.

Станари зграде у Бороденским дворима:
- Клаудија Рис-Холанд: изнајмљује стан број 67 у којем живи Норма, тајниица његовог оца и ћерка једног посланика
- Френсис Кери: цимерка Норме и Клаудије, ради за уметнички атеље у Бондовој коју посматра полиција; има дугу равну тамну косу. Она игра две улоге, улогу цимерка и улогу супруге Роберта Орвела, а пар се представља као Ендру и Мери Рестарик како би стекли породично наследство. Она убија оне који би открили њихову маску.
- Норма Рестарик: девојка стара око 19 или 20 година, трећа девојка у стану.
- Госпођа Луиз Бирел-Шарпентије: жена средњих 40-их, недавно умрла од пада са седмог спрата коју је гурнула Френсис. Луиз је била жена због које је прави Ендру Рестарик напустио Нормину мајку.
- Госпођица Џејкобс: старија жена, Клаудијина сусетка која живи у стану испод Луиз.

## Књижевни значај и пријем
Необично за ово раздобље, часопис Чувар није објавио рецензију романа.
Морис Ричардсон из часописа Посматрач је 13. новембра 1966. закључио свој текст речима: "Постоји уобичајено изненађујуће решење с двоструким убиством које се усредсређује на можда прилично вештачки проблем идентитета, али неизвесност остаје до краја. Дијалог и ликови су живахни попут мува. Након тога, нико неће бити нимало изненађен што види А.К. у мини сукњи."
Роберт Барнард: "Један од срамотнијих покушаја Кристијеве да се ухвати у корак са лудачким шездесетима. Госпођа Оливер игра велику улогу, а открива мало."

## Помињања других дела
У роману се поново појављује др. Стилингфлит, лик из кратке приче "Сан" која је први пут објављена у Великој Британији у збирци прича Пустоловина Божићног пудинга 1960. године и господин Гоби који се претходни пут појавио у роману После сахране 1953. године.
У 4. поглављу, док се Поаро претвара да дели војну прошлост са сер Родериком, он се позива на пуковника Рејса из романа Смрт на Нилу и Карте на столу, као и на инспектора Жироа из романа Убиство на терену за голф.

## Екранизација

### Британска
Екранизација Питера Фленерија за серију Поаро у којој Дејвид Сачет тумачи насловну улогу, а Зои Ванамејкер Аријадну Оливер снимана је у априлу и мају 2008. године, а емитована 28. септембра 2008. на ITV-у. Екранизација романа је имала велику слободу због чега постоје следеће промене:
- Поставка је померена са шездесетих на тридесете године прошлог века у складу са осталим епизодама серије.
- Изостављени су ликови др. Стилингфлита, госпођице Лемон, наредника Конолија, господина Гобија и госпођице Џејкобс.
- Главни инспектор Нил постао је инспектор Нелсон.
- Мери Рестарик је била Нормина мајка која је извршила самоубиство пресекавши жиле када је Норма била мала. За Нормино дезоријентисано стање крива је траума коју је изазвало самоубиство њене мајке. Нису јој давани никакви лекови.
- Френсис Кери је Нормина полусестра, дете Нормине бивше учитељице госпођице Батерсби и Ендруа Рестарика. Госпођица Батерсби је сазнала за заверу Роберта Орвела и испричала својој ћерки Френсис која је постала Орвелова саучесница. Френсис је планирала да Норма буде обешена како би она наследила богатство Рестарикових.
- Луиз Шарпентије постала је Лавинија Сиграм, Нормина бивша дадиља. Френсис ју је убија из истог разлога као и Луиз у роману: зато што је могла да открије да се Роберт Орвел лажно представља као Ендру Рестарик. Френсис је подметнула нож у Нормину собу пре него што је откривено тело дадиље Сиграм, а затим га склонила и искористила исти такав нож за убиство. Због тога је Норма веровала да је починила убиство.
- Дејвид Бејкер није убијен него је послужио као Нормина симпатија због искључивања др. Стилингфлита.

### Француска
Роман је такође екранизован као епизода француске телевизијске серије Мала убиства Агате Кристи 2017. године.